# Tania De Jonge
Tania De Jonge (Nederhasselt, 13 maart 1969) is een Belgisch politica voor Open Vld.

## Levensloop
Tania De Jonge behaalde in 1990 het diploma van regent lichamelijke opvoeding en recreaties en volgde nadien van 1992 tot 1994 een opleiding tot beheerder van sportaccommodaties sportfunctionaris. Beroepshalve was ze van 1990 tot 1992 tweede sportfunctionaris en van 1992 tot 2006 eerste sportfunctionaris en diensthoofd Sport in de gemeente Lierde. Ook werd ze voorzitster van de Gezinsbond in Nederhasselt.
Bij de gemeenteraadsverkiezingen van 2006 werd ze voor de VLD verkozen tot gemeenteraadslid van Ninove. Van 2007 tot 2012 was ze er schepen van Sport, Personeel, Onderwijs, Preventiebeleid en Welzijn op het Werk. Daarna was De Jonge van 2013 tot 2015 schepen van Lokale Economie, Ruimtelijke Ordening, Stedenbouw en Sociale Zaken. In oktober 2015 volgde ze Michel Casteur op als burgemeester.. Na de gemeenteraadsverkiezingen van oktober 2018 kon ze na moeizame onderhandelingen burgemeester blijven. De radicaal-rechtse lijst Forza Ninove, waarmee geen enkele partij wilde samenwerken, had immers veertig procent van de stemmen gehaald en De Jonge moest hierdoor een brede coalitie vormen om burgemeester te kunnen blijven. De Jonge bleef burgemeester tot in december 2024 en werd toen opgevolgd door Guy D'haeseleer, de voorman van Forza Ninove, dat bij de verkiezingen van oktober 2024 een absolute meerderheid had behaald. Vervolgens belandde ze als gemeenteraadslid in de oppositie.
Van 2016 tot 2018 was ze tevens provincieraadslid van Oost-Vlaanderen, een mandaat dat ze sinds 2024 opnieuw uitoefent.
In mei 2019 stond De Jonge bij de federale verkiezingen als tweede opvolger op de Open Vld-kieslijst in de kieskring Oost-Vlaanderen. Nadat verkozene Alexander De Croo minister werd in de regering-Wilmès II, legde De Jonge in maart 2020 de eed af als lid van de Kamer van volksvertegenwoordigers, waar ze zetelde tot aan de verkiezingen van 2024. Ze nam er zitting in de commissie Sociale Zaken. Bij de Vlaamse verkiezingen van 9 juni 2024 was Tania De Jonge lijstduwer in Oost-Vlaanderen, maar ze raakte niet verkozen.